# Heterocheila buccata
Heterocheila buccata is een vliegensoort uit de familie van de Heterocheilidae. De wetenschappelijke naam van de soort is voor het eerst geldig gepubliceerd in 1820 door Fallen.